# كاتيا أليمان
كاتيا أليمان (بالإسبانية: Katja Alemann)‏ هي عارضة وممثلة أرجنتينية، ولدت في 27 سبتمبر 1957 ببوينس آيرس في الأرجنتين.

## وصلات خارجية
- كاتيا أليمان على موقع IMDb (الإنجليزية)
- كاتيا أليمان على موقع أول موفي (الإنجليزية)
- كاتيا أليمان على موقع قاعدة بيانات الفيلم (الإنجليزية)
- كاتيا أليمان على موقع كينوبويسك (الروسية)